# フォルリー・デル・サンニオ
フォルリー・デル・サンニオ（イタリア語: Forlì del Sannio）は、イタリア共和国モリーゼ州イゼルニア県にある、人口約700人の基礎自治体（コムーネ）。

## 地理

### 位置・広がり

#### 隣接コムーネ
隣接するコムーネは以下の通り。
- アックアヴィーヴァ・ディゼルニア
- チェッロ・アル・ヴォルトゥルノ
- フォルネッリ
- イゼルニア
- リオネーロ・サンニーティコ
- ロッカシクーラ
- ヴァストジラルディ

## 行政

### 分離集落
フォルリー・デル・サンニオには、以下の分離集落（フラツィオーネ）がある。
- Vandra, Macchia, Convento Vecchio, Acqua dei Ranci, Lotto, Ricinuso